# Сан Пјетро Вара (Ла Специја)
Сан Пјетро Вара је насеље у Италији у округу Ла Специја, региону Лигурија.
Према процени из 2011. у насељу је живело 228 становника. Насеље се налази на надморској висини од 288 м.